# Joseph H. Bottum
Joseph H. Bottum (Faulkton, 1903. augusztus 7. – Rapid City, 1984. július 4.) az Amerikai Egyesült Államok szenátora (Dél-Dakota, 1962–1963).